# Melittia houlberti
Melittia houlberti là một loài bướm đêm thuộc họ Sesiidae. Nó được tìm thấy ở Uganda.